# Mitsubishi G4M
Mitsubishi G4M, kaldet Betty af amerikanerne, var et japansk langdistance bombefly fra 2. Verdenskrig.
Udviklingen af flyet begyndte i 1937 under ledelse af Kiro Honjo da Mitsubishi fik specifikationer fra den japanske flåde på et landbaseret bombefly. Dette indebar en udfordring, da specifikationerne krævede større ydelse end dem i Mitsubishi G3M1 som blevet taget i brug året før. Rækkevidden var en vigtig del af specifikationen, så flyet blev bygget med vingetanke uden beskyttelse mod beskydning eller selvtættende tanke og af samme årsag var der heller ingen beskyttelse for besætningen. For yderligere at reducere vægten reducerede man bevæbningen og mængden af ammunition til et minimum. Jo længere krigen varede, jo mindre betydning fik flyets rækkevidde og det ville have haft større nytte af det ekstra skyts. Bevæbningen bestod af fire 7,7 mm maskingeværer og en 20 mm kanon. Den første prototype var udrustet med to Mitsubishi MK4A Kasei 11 stjernemotorer på 1.530 hk og fløj første gang den 23. oktober 1939. Prøveflyvningarne gav anledning til en række mindre ændringer og de senere prøveflyvninger gik godt. I 1940 begyndte seriefremstilling af flyet og i sommeren 1941 blev det sat i aktiv tjeneste, og var således med i krigen mod Amerika næsten fra første dag. Tre dage efter at Pearl Harbor var blevet angrebet deltog en antal G4M1 i styrken som sænkede HMS Prince of Wales og HMS Repulse. De deltog også i det første luftangreb mod Darwin i Australien. I slutningen af krigen blev et antal fly ændret så de kunne bære det bemandede missil Yokosuka MXY-7 Ohka, men flyet blev så langsomt og tungt, at det blev et let mål for de allierede jagerfly. Den 15. matrs 1945, da den første operation med Ohka blev gennemført, blev 16 fly skudt ned inden de nåede at affyre deres dødelige last.

## Varianter
- G4M1 varianten var udrustet med Mitsubishi MK4E Kasei 15 stjernemotorer. De havde samme præstationer i lav højde som Kasei 11-motorerne men havde bedre præstationer i stor højde. Den havde samme bevæbning som den oprindelige model.
- G4M2 varianten som dukkede op i slutningen af 1942. Den var blevet forbedret bl.a. med større halefinne, mere glas i næsen og stærkere motorer (Mitsubishi MK4P Kasei 21 på 1.825 hk). Bevæbningen blev forøget med yderligere en 20 mm kanon. En undervariant, G4M2 Model 22A, havde dog to 7,7 mm maskingeværer og fire 20 mm kanoner.
- G4M2a, en noget modificeret udgave af model 22 ovenfor, som var udstyret med to Mitsubishi MK4T Kasei 25-motorer og en bagudvendt bombeluge.
- G4M3 varianten hvis prototype dukkede op i januar 1944. Den havde bedre beskyttelse af både brændstoftanke og besætning og et modificeret haleparti, men bevæbningen, motorerne og bombelugen var de samme som på G4M2a. Produktionen begyndte i november 1944; men kun 60 stk. var blevet bygget da krigen sluttede.

Udover disse hovedvarianter blev der lavet et antal eksperimentelle varianter for at finde måder at øge flyets præstationer på.
Ud af det grundlæggende design lavede man også et tungt jagerfly til eskorte da den japanske flåde havde et stort behov for sådanne. Denne model gik under betegnelsen G6M1 og havde en større bevæbning og en besætning på 10. Den gik i produktion inden G4M, men det viste dog hurtigt, at den slette ikke duede i eskortrollen og de 30, som var blevet bygget, blev derfor ombygget til træningsfly med betegnelsen G6M1-K og transportfly med betegnelsen G6M1-L2.
I alt blev der bygget et sted mellem 2.416 og 2.479 G4M fly.